# آرثر موريس
آرثر روبرت موريس (بالإنجليزية: Arthur Morris)‏ (19 يناير 1922 - 22 أغسطس 2015) كان لاعب كريكيت أسترالي لعب 46 مباراة من مباريات الاختبار بين عامي 1946 و1955. ويعتبر موريس واحد أهم الضراب الأعسرين في أستراليا. ومن المعروف ان له دور رئيسي في إينفينسبلس الجانب دون برادمان، والتي قامت بجولة مهزوم إنجلترا في عام 1948.

## روابط خارجية
- آرثر موريس على موقع إي آس بي آن كريك إنفو (الإنجليزية)
- آرثر موريس على موقع قاعة أستراليا للمشاهير الرياضية (الإنجليزية)